# Turismo in Mongolia

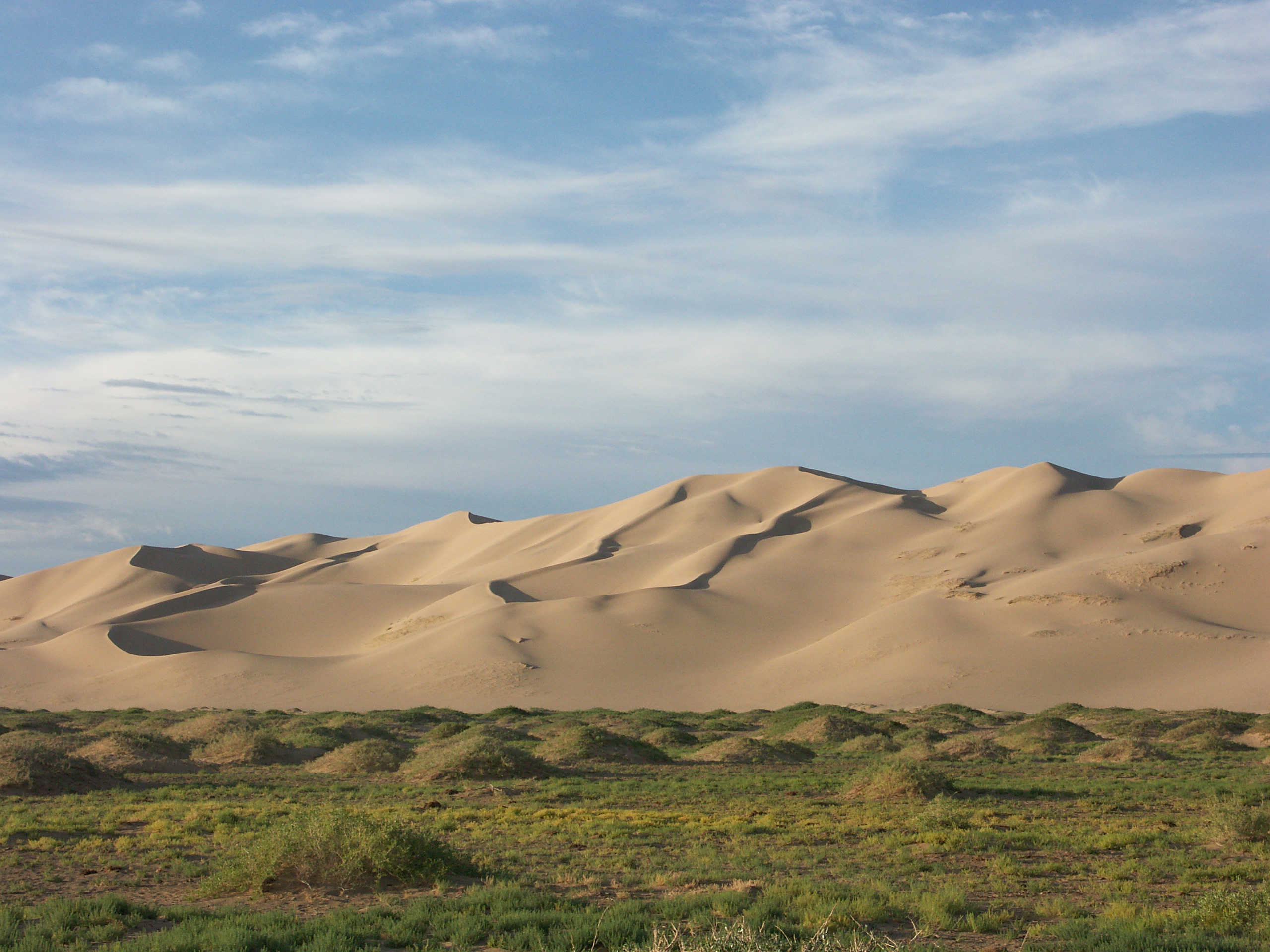
Dune di sabbia al Parco nazionale di Gobi Gurvansaikhan

Il turismo in Mongolia si è espanso in seguito al crollo dell'URSS. La Mongolia è una destinazione di viaggio unica e relativamente inesplorata che offre una grande combinazione di caratteristiche naturali panoramiche, un'ampia varietà di paesaggi incontaminati, stile di vita nomade e cultura. Le organizzazioni di viaggio in Mongolia risalgono a mezzo secolo fa, ma il turismo basato sul settore privato ha appena vent'anni. Ora la Mongolia vanta 403 agenzie di viaggio, 320 hotel, 647 resort e campi turistici, tutti impiegano laureati provenienti da oltre 56 istituti scolastici. La Mongolia partecipa attivamente alle Nazioni Unite Organizzazione Mondiale del Turismo, di cui fa parte.

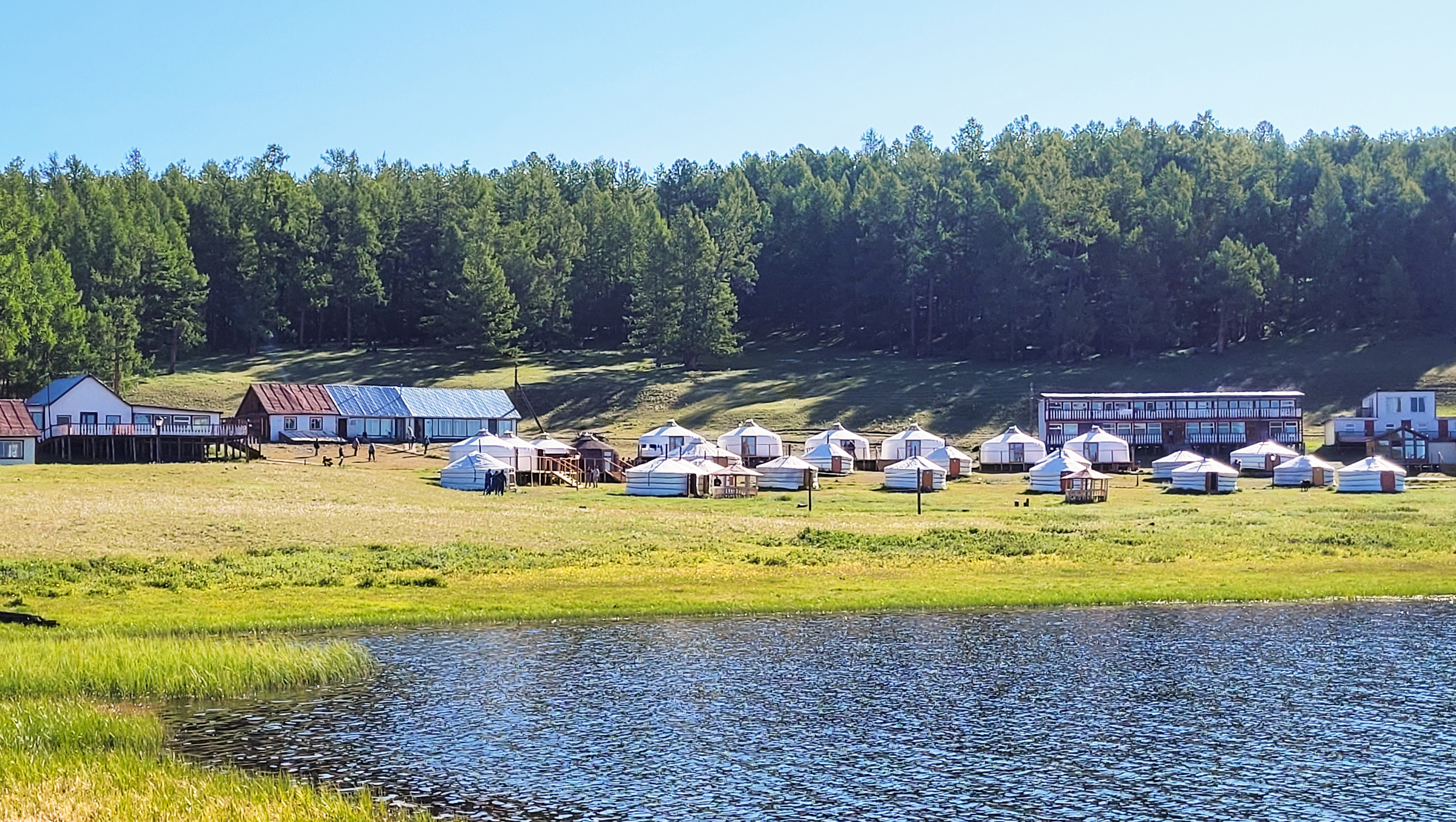
Lago Khövsgöl

Per incrementare gli investimenti stranieri nel turismo, il governo della Mongolia offre un'esenzione fiscale speciale pari al 10% dell'investimento totale se offerta per la costruzione di hotel e complessi turistici di alto livello. Le licenze per le attività turistiche sono state abolite e il servizio fornito dai tour operator per i visitatori espatriati è ora esente da IVA. Gli standard e i regolamenti sono in gran parte non restrittivi, senza complicati strati di burocrazia che rilasciano autorizzazioni ed esercitano il controllo; nel 2009 nel paese erano arrivati 411.640 turisti mentre nel 2019 erano aumentati con 637.000 turisti annui.
Con una delle densità di popolazione più basse al mondo, la vastità delle praterie mongolo-manciuriane, i deserti, così come le numerose montagne, fiumi e laghi la Mongolia offre un turismo di tipo naturalistico.
Il 5 marzo 2014, durante la mostra ITB Berlin 2014 in Germania, i funzionari del Ministero della Cultura, dello Sport e del Turismo della Mongolia hanno firmato un accordo per diventare un paese partner ufficiale per ITB Berlin 2015.
Il Ministero della Cultura, dello Sport e del Turismo della Mongolia è stato ristrutturato nel Ministero dell'Ambiente, dello Sviluppo Verde e del Turismo nel dicembre 2014 a seguito del cambio di gabinetto del governo del paese.

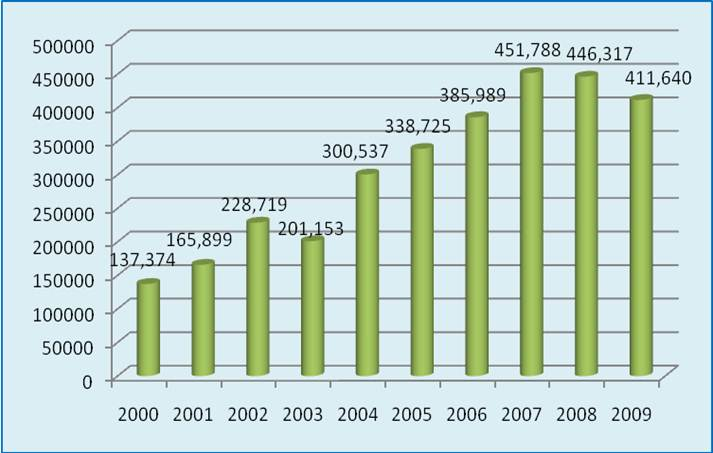
Numero di turisti stranieri nel paese nel 2009

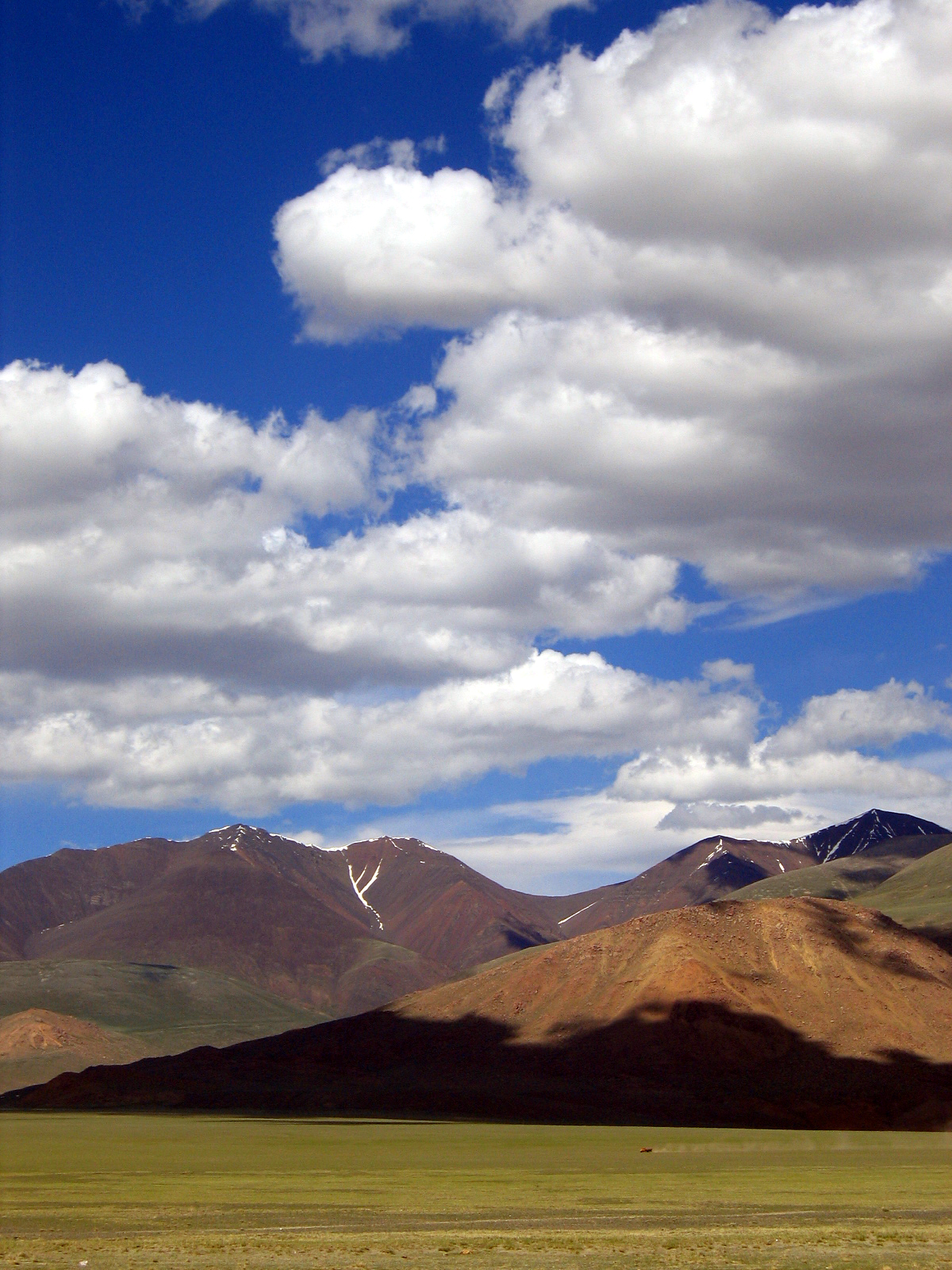
Tipico paesaggio della Mongolia

I viaggi di attività disponibili includono trekking, arrampicata, birdwatching, equitazione, rafting, cammello, carovana di yak e tour in moto via terra. Molti di questi tour si concentrano fortemente sull'ecologia e la fauna selvatica, e quasi tutti includono il Deserto del Gobi come una delle loro destinazioni; oltre alle sue numerose specie animali autoctone, il deserto è famoso per le ossa e le uova di dinosauro fossilizzate. I laghi della Mongolia rappresentano un'altra buona destinazione escursionistica, così come i Quattro Picchi Sacri che circondano Ulan Bator o il Parco Nazionale Gobi Gurvansaikhan, nell'Umnugobi.
Nel 2023, la Mongolia ha deciso di promuovere il turismo e consentire ai visitatori provenienti da 34 paesi di entrare nel paese senza visto fino alla fine del 2025. Tra i paesi in cui i cittadini possono entrare in Mongolia senza visto ci sono tutti i paesi dell'Unione Europea (ad eccezione della Germania, che ha già ottenuto l'ingresso senza visto in Mongolia), Regno Unito, Australia e Nuova Zelanda.